# Miao Deshun
Miao Deshun (苗德顺) est un ouvrier chinois condamné à la peine de mort après les manifestations de la place Tian'anmen en 1989. Cette condamnation est commuée en emprisonnement deux ans plus tard. Considéré comme le dernier prisonnier connu de cette période, il doit être libéré en octobre 2016.

## Biographie
Âgé de 25 ans, Miao Deshun est condamné en août 1989 à la peine de mort, reconnu coupable d'avoir jeté un panier sur un tank en feu de l'Armée populaire de libération lors de la répression des manifestations de la place Tian'anmen. Miao Deshun est un des 1 600 Chinois emprisonnés après la répression militaire du 4 juin 1989 où des centaines de manifestants sont supposés avoir perdu la vie. En 1991, sa condamnation a été commuée en emprisonnement à vie puis réduite à 20 ans en 1998. Au printemps 2016, sa peine est de nouveau réduite de 11 mois, il doit être libéré en octobre 2016. Miao Deshun est considéré comme le dernier prisonnier de ce mouvement prodémocratique. 
Des anciens prisonniers indiquent que, contrairement à d'autres, Miao Deshun a toujours refusé de signer des lettres de repentance pour sa participation aux manifestations de la place Tian'anmen. Il a aussi refusé de participer au travail en prison choisissant de passer ses journées dans sa cellule,.  Il n'a plus de contact avec sa famille et soufre d'hépatite B et de schizophrénie. Selon la fondation Dui Hua, Miao Deshun aurait été transféré en 2003 à la prison de Yanqing à Pékin, où sont accueillis notamment les détenus âgés ou malades.